# Vernon Reid
Vernon Reid (Londres, Reino Unido, 22 de agosto de 1958 - ) es un músico británico, guitarrista, conocido por ser fundador y líder de la banda Living Colour.
Nació en Londres (Reino Unido), pero desde su niñez vivió en Brooklyn (Nueva York). Estudió guitarra con los jazzeros Rodney Jones y Ted Dunbar. Sus primeras grabaciones fueron con la banda del baterista y compositor de jazz Ronald Shannon Jackson, con en el que Reid colaboró en la década de 1980 antes de formar Living Colour. También trabajó con una amplia variedad de bandas y músicos experimentales como Defunkt, Public Enemy, Bill Frisell, John Zorn y Arto Lindsay, entre otros. 
Fundó la Black Rock Coalition junto al periodista Greg Tate y al productor Konda Mason, a mediados de los 80, que buscaba igualdad de oportunidades para artistas afroamericanos marginados, promocionaba bandas de su seno, realizaba conciertos y firma de contratos discográficos para todo tipo de trabajos. Sin embargo, el concepto de raza negra de la B.R.C. cayó porque fueron tomando en sus filas a artistas latinos, orientales, mujeres, etc.
En 1984 formó la banda Living Colour con la que grabó tres larga duración y un EP, hasta la separación en 1995. En Living Colour logró prestigio y reconocimiento que lo llevó a colaborar con artistas como B.B. King, Carlos Santana, Mick Jagger, The Ramones, Rollins Band, Tracy Chapman y Jack Bruce, entre otros. 
Los años posteriores a Living Colour comienza su etapa como solista. En 1995 lanzó su primer disco llamado Mistaken Identity. Entre sus múltiples proyectos forma Yohimbe Brothers, junto a DJ Logic, y edita dos placas (Front End Lifter y The Tao of Yo). También experimenta con un proyecto de rock, jazz, hip hop y electrónica llamado Vernon Reid & The Masque. En el 2001, se reúne con Living Colour y lanzó el disco CollideØscope, pero al mismo tiempo se mantiene trabajando con las otras bandas que formó.

## Discografía
- Mistaken Identity (1996)
- This Little Room - Vernon Reid & The Masque (2000)
- Front End Lifter - Yohimbe Brothers (2002)
- Known Unknown -  Vernon Reid & The Masque (2004)
- The Tao Of Yo - Yohimbe Brothers (2004)
- Other True Self -  Vernon Reid & The Masque (2006)

## Enlaces
- Living Colour: Virtuosismo sin egos
- Galería de fotos de Living Colour
- Entrevista a Vernon Reid
- Official Myspace site